# Shirley Pitts
Shirley Sally Pitts (Lambeth, 24 novembre 1934 – Londra, 16 marzo 1992) è stata una truffatrice britannica. Specializzata in truffe e taccheggio era conosciuta come la "regina dei taccheggiatori". Nata nella povertà e nel crimine, iniziò a rubare da bambina per nutrire i suoi fratelli. Fu istruita nel taccheggio dalle Forty Elephants, note anche come le Forty Thieves, e in seguito diversificò le sue azioni in altri reati non violenti come la frode.
Quando la Pitts morì, le fu organizzato un grandioso funerale nel sud di Londra, a cui parteciparono familiari e conoscenti criminali e che ricevette la copertura dei media nazionali nel Regno Unito. I fiori includevano una corona lunga 1,80 metri che diceva "Gone shopping".

## Primi anni di vita e famiglia
Shirley Pitts nacque a sud-est di Londra, a Lambeth Walk, Lambeth, il 24 novembre 1934 da Harry Pitts, che morì nel carcere di Parkhurst nel 1962, e Nell Taylor, un'alcolizzata. Un fratello, Henry "Adgie" Pitts, divenne un rapinatore di banche e morì a 29 anni in un incidente automobilistico. Aveva anche un altro fratello, Charlie, che prese parte a un complotto di sequestro nel quale torturò una donna e per la quale ricevette una condanna a 15 anni di prigione.
All'età di sette anni, Pitts rubava latte e pane per fornire cibo ai suoi cinque fratelli, poiché sua madre vendeva le tessere per il razionamento assegnate alla sua famiglia e suo padre era in carcere. Fu evacuata nello Yorkshire durante la seconda guerra mondiale e trascorse la sua adolescenza in riformatorio. Le fu insegnato come taccheggiare dalle Forty Thieves, un gruppo di ladre tutto al femminile fondato nell'era vittoriana e che persistette fino agli anni '50.
La Pitts ebbe diverse relazioni ed ebbe sette figli da tre padri. Cinque figli nacquero dalla sua relazione con Chris Hawkins, che gestiva una bancarella di frutta e verdura nel mercato di Hoxton. Hawkins la picchiava ma si fermò dopo un avvertimento ricevuto dai gemelli Kray, due gangster. Dopo la sua morte, adottò il suo nome.

## Carriera
All'età di vent'anni, la Pitts era una delle prime taccheggiatrici della Gran Bretagna, con squadre di "guardiani" che operavano a livello nazionale. I negozi di alta classe nel West End di Londra erano il suo obiettivo principale, in particolare Harrods, Harvey Nichols e Selfridges, dato che questi potevano fornirle i costosi vestiti che le piaceva indossare e che poteva usare per guadagnarsi da vivere Operò anche nell'Europa continentale, portando squadre di ladri a Parigi e a Ginevra.
Pitts usò sette o otto identità fittizie. Le sue tecniche di taccheggio includevano il camuffamento usando diverse parrucche, l'occultare i beni rubati sotto le sue voluminose gonne e l'uso di "borse magiche": borse da trasporto rivestite di carta stagnola che impedivano il rilevamento delle etichette di sicurezza quando lasciava un negozio con merce rubata. Quando aveva finito con un esercizio commerciale, a volte lasciava i beni rubati in un'auto fuori e entrava in un altro negozio per vedere cosa poteva rubare.
Fu incarcerata tre volte e trascorse un totale di tre anni in prigione. È una delle poche donne ad essere riuscita a fuggire da una prigione britannica lasciando un furgone che la stava portando in tribunale, apparentemente per fare in modo che sua figlia non nascesse in carcere. Si diceva orgogliosa di non aver mai collaborato con la polizia o di aver usato violenza.

## Morte ed eredità
Morì a Londra il 16 marzo 1992 all'età di 58 anni per un cancro al seno. Dopo una benedizione presso la chiesa cattolica romana dell'Assunzione a Chigwell fu sepolta al cimitero di Lambeth con un abito Zandra Rhodes blu da 5 000 sterline che la stampa popolare ipotizzò che potesse aver rubato ma che i suoi amici insistevano che avesse comprato. I suoi resti sono sepolti in un lotto vicino a quello di suo fratello Henry. I partecipanti partirono dalla sua casa di Chigwell, nell'Essex, in una flotta di macchine che comprendeva quindici Daimler nere. Partecipò alla funzione anche il grande rapinatore di treni Buster Edwards e messaggi di cordoglio furono inviati anche dai gemelli Kray e da Ronnie Knight. Una corona floreale recava il messaggio che Pitts "never grassed" (non aveva mai collaborato con gli inquirenti). Un tributo floreale giocava sulle parole che avrebbe usato quando andava al lavoro, "Gone Shopping". Lasciò una proprietà che era valutata per scopi legali a meno di 125 000 sterline ma che probabilmente valeva molto meno.
Negli ultimi anni della sua vita iniziò a dettare le sue memorie a Lorraine Gamman. Questi appunti costituirono la base per la sua biografia intitolata Gone shopping: The story of Shirley Pitts, Queen of thieves che venne pubblicata nel 1996 da Signet/Penguin (2nd, Bloomsbury, 2012).